# Nymphargus buenaventura
Nymphargus buenaventura es una especie de anfibio anuro de la familia Centrolenidae.

## Distribución geográfica
Esta especie es endémica de la provincia de El Oro en Ecuador. Habita a 1200 m de altitud en la Cordillera de Chilla en la Cordillera Occidental.

## Publicación original
- Cisneros-Heredia & Yánez-Muñoz, 2007 : A new species of glassfrog (Centrolenidae) from the southern Andean foothills on the West Ecuadorian region. South American Journal of Herpetology, vol. 2, n.º 1, p. 1-10.[5]